# 龔進
龔進（1475年—？），字思忠，錦衣衛校籍江西高安縣人，明朝政治人物。

## 生平
正德二年（1507年）丁卯科順天府鄉試第十五名舉人。正德六年（1511年）中式辛未科會試第二百九名，登第三甲第一百二十一名進士。授高平县知县。

## 家族
曾祖龔立政；祖父龔璋；父龔銓，母王氏。永感下。